# Taiwanblåstjärt
Taiwanblåstjärt (Tarsiger formosanus) är en fågel i familjen flugsnappare inom ordningen tättingar.

## Utseende och läte
Taiwanblåstjärten är en liten tätting med tunt vitt ögonbrynsstreck. Hanen är skiffergrå ovan och smutsigt ockrafärgad under. Honan är mattare och brunare. Beigeorange undergump skiljer den från hona och ungfågel taiwannäktergal som har vit undergump. Sången består av korta utbrott av behagliga toner, medan lätet är ett stigande och mjukt "wheet".

## Utbredning och systematik
Taiwanblåstjärten förekommer som namnet avslöjar enbart på Taiwan. Den behandlas som monotypisk, det vill säga att den inte delas in i några underarter. Tidigare kategoriserades den som underart till vitbrynad blåstjärt (Tarsiger indicus), men urskildes 2024 som egen art baserat på studier som visar på skillnader i genetik, sång, fjäderdräkt och morfologi.

## Levnadssätt
Taiwanblåstjärten häckar i bergsskogar med tät undervegetation. Vintertid rör den sig till lägre nivåer med likartade miljöer.

## Status
IUCN erkänner den inte som art, varför den inte placeras i någon hotkategori. 